# Camino (California)
Camino en un pueblo en el condado de El Dorado en el estado de California. Cuenta con una población de 4 961 habitantes. De acuerdo al USGS, se localiza a una elevación de 955 metros sobre el nivel del mar. Entre las ciudades y pueblos de los alrededores están: Pollock Pines, Placerville, Diamond Springs, El Dorado, Grizzly Flats, Somerset, Coloma, Garden Valley, Cameron Park, Shingle Springsy Lotus. La elevación de Camino va desde los 3 000 a los 5 000 pies, con nevadas varias veces al año. Camino es un área muy conocida en otoño por los manzanos, por lo que ocasionalmente se confunde con Apple Hill, que es un nombre de una marca registrada de la Sociedad de Apple Hill Growers, un grupo de 55 miembros de ranchos en Camino/Placerville/Pollock Pines. Camino está ubicado a medio camino entre Sacramento y el South Lake Tahoe en la ruta 50 de california